# とどろきちづこ
とどろき ちづこ（1967年 - ）は、日本の映像作家、イラストレーター。

## 作成作品一覧
- NHK「みんなのうた」オープニング映像（1997年4月～2002年3月）